# Corinna Lechner
Corinna Lechner (Fürstenfeldbruck, 10 de agosto de 1994) es una deportista alemana que compite en ciclismo en la modalidad de ruta. Ganó una medalla de plata en el Campeonato Europeo de Ciclismo en Ruta de 2021, en la prueba de contrarreloj por relevos mixtos.

## Medallero internacional
| Campeonato Europeo | Campeonato Europeo | Campeonato Europeo | Campeonato Europeo              |
| Año                | Lugar              | Medalla            | Competición                     |
| ------------------ | ------------------ | ------------------ | ------------------------------- |
| 2021               | Trento (Italia)    | Medalla de plata   | Contrarreloj por relevos mixtos |

## Palmarés
2018
- 3.ª en el Campeonato de Alemania en Ruta

2021
- 1 etapa del Tour de Feminin

2024
- Gracia, más 1 etapa